# Thần kinh dưới vai trên
Thần kinh dưới vai trên (tiếng Anh: upper subscapular nerve) đi đến, chi phối phần trên của cơ dưới vai, thường có hai nhánh. Thần kinh có nguyên ủy từ C5, C6 và nhánh lưng của đám rối cánh tay.

## Hình ảnh bổ sung

Đám rối cánh tay
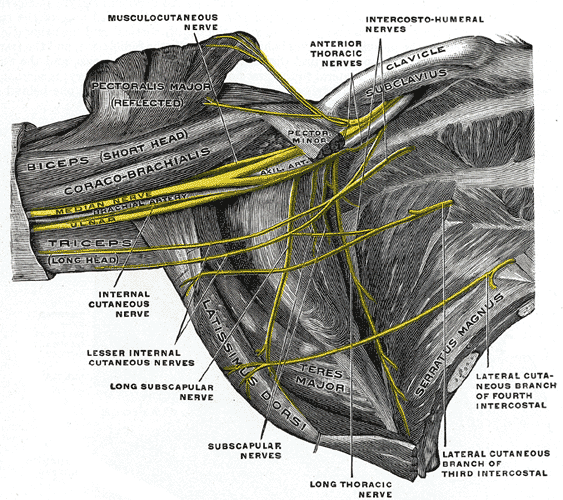
Đám rối cánh tay phải. Nhìn từ dưới trước.